# Полетт Дюбо
Полетт Дюбо (фр. Paulette Dubost, уроджена Полетт Марі Емма Депланк (фр. Paulette Marie Emma Deplanque), 8 жовтня 1910, Париж, Франція — 21 вересня 2011, Лонжюмо) — французька акторка. Акторський дебют відбувся в семирічному віці у Паризькій опері. За наступні роки кар'єри, що тривала до 2007 року, знялася більш ніж у 250 фільмах, співпрацюючи з такими режисерами як Жан Ренуар, Марсель Карне, Жак Турнер, Жульєн Дювів'є, Макс Офюльс та Престон Стерджес. Найвідомішою стала її роль у картині Жана Ренуара «Правила гри» (1939).

## Вибрана фільмографія
- Щастя (1934) — Луїза
- Північний готель[fr] (1938)
- Правила гри (1939) — Лізетт, покоївка
- Баран з п'ятьма ногами[fr] (1954) — Соланж
- Лола Монтес[fr] (1955) — Жозефіна, камеристка
- Таксі, причіп і корида[fr] (1958) — Жермен, дружина Моріса
- Горбань (1959) — годувальниця Марта
- Дорога школярів[fr] (1959) — Елен Мішу, мати Антуана
- Француженка та кохання (1960) — мадам Тронш
- Паризькі таємниці (1962)
- Вбивця[fr] (1963) — Елен Кіммель
- Дрейф[fr] (1964) — мати Жаки
- Віва Марія! (1965) — мадам Діоген
- Джульєтта та Джульєтта[fr] (1974)
- Ніжний поліціянт[fr] (1978)
- Останнє метро (1980) Жермен Фабре
- Мілу у травні[fr] (1990)